# Немет, Дьюла
Дьюла Немет (венг. Németh Gyula, также Юлиус Немет, нем. Julius Nemeth; 2 ноября 1890, Карцаг, ныне медье Яс-Надькун-Сольнок — 14 декабря 1976, там же) — венгерский востоковед, лингвист, тюрколог. Лауреат Премии имени Кошута (1948).

## Биография
Окончил учительскую семинарию имени Йожефа Этвеша в Будапеште (1909). В 1910 г. ещё будучи студентом побывал в Кумыкии и Балкарии, где собирал фольклорные материалы и составил «Кумыкско-балкаро-немецкий словарь». В 1913—1914 гг. стажировался в Берлинском университете. С 1916 г. преподавал в Будапештском университете, в 1932—1933 и 1935 гг. декан факультета искусств, в 1947—1949 гг. ректор университета. В 1950—1965 гг. директор Института языкознания Венгерской академии наук.
Член-корреспондент (1922), действительный член (1935) Венгерской академии наук. Лауреат премий Болгарской Академии наук (1954) и Академии наук ГДР (1955).

## Научная деятельность
Автор первой турецкой грамматики, которая до сих пор высоко оценивается в Турции. Его основные научные направления: история тюркских диалектов и языков, древняя история Венгрии и вопросы венгерского языкознания.

### Основные научные работы
- Kumük tanulmányok (Budapest, 1911)
- Adalékok a török-mongol nyelvek hangtörténetéhez (Budapest, 1913)
- Kóborlások Kisázsiában (1913)
- Az ősjakut hangtan alapjai (1914)
- Türkisches Lesebuch mit Glossar (Berlin, 1916)
- Türkische Grammatik (Berlin-Lipcse, 1917)
- A régi magyar írás eredete (1917)
- Türkisches Übungsbuch für Anfänger (Berlin-Lipcse, 1917)
- Türkisch-deutsches Gesprächsbuch (Berlin-Lipcse, 1917)
- Akadémiánk és a keleti filológia (Budapest, 1928)
- Magna Hungaria (Leipzig-Vienna, 1929)
- A honfoglaló magyarság kialakulása (Budapest, 1930), 2. bővített, átdolgozott kiadás, közzéteszi: Berta Árpád, 1991
- A nagyszentmiklósi kincs feliratai (Budapest, 1932)
- A magyar rovásírás (Budapest, 1934)
- Thury József levelező tag emlékezete (1934)
- A magyar kereszténység kezdete (1940)
- Attila és hunjai (szerkesztő, társszerző, 1940, 1996 (hasonmás))
- Die türkischen Texte des Valentin Balassa (Budapest, 1953)
- Die Türken von Vidin (Budapest, 1965)
- Die türkische Sprache in Ungarn im XVII. Jahrhundert (Budapest-Amszterdam, 1970)
- Gombocz Zoltán (Budapest, 1972)
- Törökök és magyarok 1-2. szerkesztette: Róna-Tas András, Kakuk Zsuzsa (1990)

### Публикации в научных периодических изданиях
- Nemeth G., Ungarische Stammesnamen bei den Baschkiren. «Acta Linguistica», t. 16 (1—2). (Budapest, 1966)
- Немет Д. Венгерские племенные названия у башкир // Археология и этнография Башкирии, Том IV. Уфа, АН СССР ОИ БФ 1971. Архивная копия от 1 декабря 2011 на Wayback Machine
- Nemeth G., The runiform inscriptions from Nagy-Szent-Miklos and the runiform scripts of Eastern Europe. «Acta Linguistica», t.21 (1—2). Budapest, 1971)
- Németh, Julius. Űber der Wortes Saman und einige Bemerkungen zur Türkish-Mongolischen Lautgeschichte // Keleti Szemle. Kӧzlemények az Ural-Altaji nép- és nyelvtudomány kӧrébӧl. — 1914. — Vol 14. — S. 240—249